# تيم كيليهر
تيم كيليهر (بالإنجليزية: Tim Kelleher)‏ (و. القرن 20  م) هو كاتب سيناريو، وممثل مسرحي، وممثل أفلام، وممثل تلفزي أمريكي، ولد في ذا برونكس.

## وصلات خارجية
- تيم كيليهر على موقع IMDb (الإنجليزية)
- تيم كيليهر على موقع ألو سيني (الفرنسية)
- تيم كيليهر على موقع أول موفي (الإنجليزية)
- تيم كيليهر على موقع قاعدة بيانات الأفلام السويدية (السويدية)
- تيم كيليهر على موقع قاعدة بيانات الفيلم (الإنجليزية)
- تيم كيليهر على موقع كينوبويسك (الروسية)